# Німа Накіса
Німа Накіса (перс. نیما نکیسا‎, нар. 1 травня 1975, Тегеран) — іранський футболіст, що грав на позиції воротаря.
Був гравцем національної збірної Ірану, учасником чемпіонату світу 1998 року.

## Клубна кар'єра
У дорослому футболі дебютував 1994 року виступами за команду клубу «Персеполіс», в якій провів два сезони. 
Протягом 1996—1997 років захищав кольори команди клубу «Паям Машхад», після чого повернувся до «Персеполіса», ставши основним голкіпером тегеранської команди на наступні два сезони.
1998 року отримав запрошення від грецької «Кавали», в якій, утім, не зміг вибороти місце в основному складі і за рік перейшов до албанського «Фламуртарі».
2000 року повернувся на батьківщину, ставши гравцем клубу «Барг» (Шираз). Згодом грав за  «ПАС Тегеран», «Естеглал Хузестан» та «Естеглал Ахваз». Після проведеного у складі останнього сезону 2007/08 вирішив завершити ігрову кар'єру.
Проте за три роки на сезон 2011/12 був заявлений за третьоліговий на той час «Сіяд Джамеган».

## Виступи за збірну
1996 року дебютував в офіційних матчах у складі національної збірної Ірану. Протягом кар'єри у національній команді, яка тривала 3 роки, провів у формі головної команди країни 12 матчів.
У складі збірної був учасником кубка Азії з футболу 1996 року в ОАЕ, на якому команда, в якій Накіса був основним голкмпером, здобула бронзові нагороди. За два роки поїхав на чемпіонат світу 1998 року у Франції, де розпочинав турнір також як основний воротар збірної, захищав її ворота в дебютному матчі групового етапу проти югославів (0:1), проте на решту ігор турніру поступився місцем на останньому рубежі захисту збірної досвідченішому Ахмаду Резі Абедзаде.

## Титули і досягнення
- Бронзовий призер Кубка Азії: 1996
- Переможець Азійських ігор: 1998